# Хокинс, Тейлор
Оливер Тейлор Хокинс (англ. Oliver Taylor Hawkins; 17 февраля 1972, Форт-Уэрт — 25 марта 2022, Богота) — американский музыкант, наиболее известный как барабанщик рок-группы Foo Fighters.
Британский журнал Rhythm назвал Хокинса «Лучшим рок-барабанщиком» в 2005 году.

## Карьера

### Ранняя карьера
На создание собственной группы Хокинса и Джона Дэвисона вдохновила пластинка Live Killers группы Queen.
После ухода из группы Sylvia (после переименованной в ANYONE), он присоединился к Сас Джордан, после чего он примкнул к Аланис Морисетт в качестве барабанщика. Хокинс появился в клипах песен Мориссетт «You Oughta Know» и «You Learn».

### Foo Fighters
После тура весной 1996 года группа остановилась в студии в Сиэтле, чтобы записать второй альбом с продюсером Гилом Нортоном. Однако барабанщик группы, Вильям Голдсмит покинул группу после конфликта с фронтменом, Дэйвом Гролом. Группа переехала в Лос-Анджелес, где перезаписала большую часть альбома с Гролом на ударных. Альбом, названный The Colour and the Shape, был выпущен 20 мая 1997 года. Вскоре Грол связался с Хокинсом, чтобы тот посоветовал кого-либо на место барабанщика. Грол был удивлен, когда Тейлор предложил себя. После прослушивания Хокинс присоединился к группе.
Вдобавок к его участию в Foo Fighters в качестве барабанщика Хокинс являлся вокалистом, играл на гитаре и клавишных. Он впервые выступил с группой в качестве вокалиста в кавере на Pink Floyd, «Have a Cigar». Также Хокинс спел в песне «Cold Day in the Sun» из альбома In Your Honor, которая позже была выпущена в качестве сингла, и в кавере на группу Cream, «I Feel Free», который позже был включен в бисайд сингла «DOA» и в мини-альбом Five Songs and a Cover. На концертных выступлениях Тейлор обычно обеспечивает бэк-вокал или выступает в качестве вокалиста и играет на гитаре, когда Грол садится за барабаны.

### Другие проекты
В 2006 году Хокинс основал сторонний проект, названный Taylor Hawkins and the Coattail Riders, выпустив одноимённый альбом.
В 2007 году на концерте Live Earth Хокинс вошёл в состав супер-группы SOS Allstars, выступив с Роджером Тейлором из Queen и Чадом Смитом из Red Hot Chili Peppers.
Хокинс исполнил барабанные партии в альбоме «Good Apollo, I’m Burning Star IV, Volume Two: No World for Tomorrow» группы Coheed and Cambria, когда постоянный барабанщик группы, Крис Пенни, был не в состоянии записывать альбом. Также Тейлор пробыл в туре с группой. Хокинс и Грол приняли участие в записи альбома «Harmony & Dissidence» стороннего проекта Криса Шифлетта (также участника Foo Fighters), Jackson United.
Хокинс принял участие в записи песни «Cyborg» сольного альбома Брайана Мэя, Another World, и также на концерте канала VH1 Rock Honors в 2006 году, пока Queen исполняли We Will Rock You. И он, и Дейв Грол играли на барабанах. Они также исполнили песню «Tie Your Mother Down» на концерте в Гайд-парке, на которой Тейлор пел.
В 2008 году на альбоме Queen + Paul Rodgers The Cosmos Rocks в песне C-lebrity Тейлор поёт на поддерживающем вокале. Песня была выпущена на сингле, вошла в Top-40 английского хит-парада и первое место в хит параде среди рок-исполнителей. Он — единственный приглашенный музыкант на альбоме, который записывали Роджер Тейлор, Брайан Мэй, Пол Роджерс.
Тейлор завершил незаконченную запись Beach Boys, «Holy Man», написав и спев новые слова. Запись была выпущена в июне 2008 года как часть подарочного издания соло-альбома Дэнниса Уилсона, «Pacific Ocean Blue» (1977).
Когда Foo Fighters были в отпуске, Хокинс принял участие в группе Chevy Metal, исполняющей каверы на малоизвестные песни ZZ Top, Aerosmith, Deep Purple и Black Sabbath.
Хокинс принял участие в записи сольного альбома Слэша, выпущенного в 2010 году, записав песню «Crucify the Dead» вместе с Оззи Осборном.
Также принял участие в записи сольного альбома Оззи Осборна Patient Number 9, выпущенного в 2022 году.

### Влияние
Хокинс утверждал, что стал барабанщиком под влиянием Роджера Тейлора из группы Queen, Джима Гордона, Фила Коллинза из Genesis, Стюарта Коупленда из группы The Police и Нила Пирта из Rush. Тейлор также был фанатом U2.

### Смерть
Скончался 25 марта 2022 года, когда группа была в туре по Южной Америке, причина смерти не сообщалась.  На следующий день медицинские работники выпустили пресс-релиз, в котором сообщалось, что посмертные анализы Хокинса показали наличие опиоидов, бензодиазепинов, антидепрессантов и ТГК в организме музыканта.

#### Трибьют-концерты
8 июня 2022  года Foo Fighters и семья Хокинса анонсировали два концерта в честь ушедшего из жизни барабанщика. Первый из них состоялся на стадионе Уэмбли в Лондоне 3 сентября того же года. Второй концерт пройдет 27 сентября на Kia Forum в Лос-Анджелесе. На первом из концертов сын Тейлора – Оливер Шейн Хокинс – отдал дань уважения отцу, сыграв с Foo Fighters во время исполнения песни My Hero в качестве барабанщика.